# Tianya
Tianya är ett stadsdistrikt i Sanya i Hainan-provinsen i sydligaste Kina.